# Nemanja Gudelj
Nemanja Gudelj (Немања Гудељ; Belgrado, 16 novembre 1991) è un calciatore serbo con cittadinanza olandese, centrocampista del Siviglia e della nazionale serba.

## Biografia
Suo padre Nebojša Gudelj è stato anch'egli un calciatore, professione che svolge pure suo fratello minore Dragiša.

## Carriera

### Club

#### Nac Breda
Poiché suo padre Nebojša Gudelj era l'allenatore del NAC Breda, nel novembre del 2012 ha rifiutato un'offerta del Newcastle: "Ci sono molte chance che resti. Voglio aiutarlo a fare il meglio per la squadra, anche se devo comunque pensare al mio futuro".

#### AZ Alkmaar
Il 9 giugno 2013 passa all'AZ Alkmaar per 3 milioni di euro e firma un contratto quadriennale. Con l'AZ, in due anni disputa globalmente 89 partite segnando 19 gol.

#### Ajax
Il 6 maggio 2015 passa all'Ajax per 6 milioni di euro e firma un contratto quinquennale sino al giugno 2020.

#### Esperienze cinesi e prestito a Sporting Lisbona
Il 25 gennaio 2017 viene ingaggiato dai cinesi del Tianjin Teda per 5,5 milioni. Il 28 gennaio 2018 viene ingaggiato dal Guangzhou Evergrande, con cui firma un contratto fino al 31 dicembre 2019.
Il 23 agosto 2018 viene girato in prestito oneroso allo Sporting Lisbona, a circa 3 milioni di euro.

#### Siviglia
Il 23 luglio 2019 viene ingaggiato a parametro zero dal Siviglia. Il 16 agosto 2023, nella partita di Supercoppa UEFA contro il Manchester City, sbaglia il rigore decisivo, consentendo agli inglesi di vincere la competizione.

### Nazionale
Dopo aver militato nelle nazionali giovanili Under-19 e nazionale Under-21 serba.
Il 5 marzo 2014 ha fatto il suo esordio in nazionale maggiore, nell'amichevole Irlanda-Serbia (1-2).

## Statistiche

### Presenze e reti nei club
Statistiche aggiornate al 12 maggio 2024
| Stagione          | Squadra              | Campionato        | Campionato | Campionato | Coppe nazionali | Coppe nazionali | Coppe nazionali | Coppe continentali | Coppe continentali | Coppe continentali | Altre coppe | Altre coppe | Altre coppe | Totale | Totale | Totale |
| Stagione          | Squadra              | Comp              | Pres       | Reti       | Comp            | Pres            | Reti            | Comp               | Pres               | Reti               | Comp        | Pres        | Reti        | Pres   | Reti   |        |
| ----------------- | -------------------- | ----------------- | ---------- | ---------- | --------------- | --------------- | --------------- | ------------------ | ------------------ | ------------------ | ----------- | ----------- | ----------- | ------ | ------ | ------ |
| 2010-2011         | NAC Breda            | ED                | 29         | 2          | CO              | 4               | 0               | -                  | -                  | -                  | -           | -           | -           | 33     | 2      |        |
| 2011-2012         | NAC Breda            | ED                | 16         | 1          | CO              | 1               | 0               | -                  | -                  | -                  | -           | -           | -           | 17     | 1      |        |
| 2012-2013         | NAC Breda            | ED                | 34         | 5          | CO              | 3               | 0               | -                  | -                  | -                  | -           | -           | -           | 37     | 5      |        |
| Totale NAC Breda  | Totale NAC Breda     | Totale NAC Breda  | 79         | 8          |                 | 8               | 0               |                    | -                  | -                  |             | -           | -           | 87     | 8      |        |
| 2013-2014         | AZ Alkmaar           | ED                | 29+4       | 5+1        | CO              | 5               | 0               | UEL                | 14                 | 1                  | SO          | 1           | 0           | 53     | 7      |        |
| 2014-2015         | AZ Alkmaar           | ED                | 32         | 11         | CO              | 4               | 1               | -                  | -                  | -                  | -           | -           | -           | 36     | 12     |        |
| Totale AZ Alkmaar | Totale AZ Alkmaar    | Totale AZ Alkmaar | 61+4       | 16+1       |                 | 9               | 1               |                    | 14                 | 1                  |             | 1           | 0           | 89     | 19     |        |
| 2015-2016         | Ajax                 | ED                | 34         | 4          | CO              | 2               | 0               | UCL+UEL            | 2+8                | 1+0                | -           | -           | -           | 46     | 5      |        |
| 2016-gen. 2017    | Ajax                 | ED                | 6          | 2          | CO              | 0               | 0               | UCL+UEL            | 3+4                | 0                  | -           | -           | -           | 13     | 2      |        |
| Totale Ajax       | Totale Ajax          | Totale Ajax       | 40         | 6          |                 | 2               | 0               |                    | 17                 | 1                  |             | -           | -           | 59     | 7      |        |
| 2017              | Tianjin Teda         | CSL               | 19         | 1          | CC              | 1               | 0               | -                  | -                  | -                  | -           | -           | -           | 20     | 1      |        |
| gen.-ago. 2018    | Guangzhou Evergrande | CSL               | 11         | 2          | CC              | 0               | 0               | ACL                | 6                  | 1                  | SC          | 1           | 0           | 18     | 3      |        |
| ago. 2018-2019    | Sporting Lisbona     | PL                | 27         | 1          | TdP+TdL         | 7+4             | 0               | UEL                | 5                  | 0                  | -           | -           | -           | 43     | 1      |        |
| 2019-2020         | Siviglia             | PD                | 24         | 0          | CR              | 4               | 0               | UEL                | 10                 | 0                  | -           | -           | -           | 38     | 0      |        |
| 2020-2021         | Siviglia             | PD                | 30         | 0          | CR              | 6               | 0               | UCL                | 7                  | 0                  | SU          | 1           | 0           | 44     | 0      |        |
| 2021-2022         | Siviglia             | PD                | 21         | 0          | CR              | 4               | 0               | UCL+UEL            | 0+3                | 0+0                | -           | -           | -           | 28     | 0      |        |
| 2022-2023         | Siviglia             | PD                | 34         | 3          | CR              | 5               | 0               | UCL+UEL            | 6+8                | 0+1                | -           | -           | -           | 53     | 4      |        |
| 2023-2024         | Siviglia             | PD                | 21         | 1          | CR              | 1               | 0               | UCL                | 6                  | 2                  | SU          | 1           | 0           | 29     | 3      |        |
| Totale Siviglia   | Totale Siviglia      | Totale Siviglia   | 130        | 4          |                 | 20              | 0               |                    | 40                 | 3                  |             | 2           | 0           | 192    | 7      |        |
| Totale carriera   | Totale carriera      | Totale carriera   | 371        | 39         |                 | 51              | 1               |                    | 82                 | 6                  |             | 4           | 0           | 508    | 47     |        |

### Cronologia presenze e reti in nazionale
| Cronologia completa delle presenze e delle reti in nazionale ― Serbia | Cronologia completa delle presenze e delle reti in nazionale ― Serbia | Cronologia completa delle presenze e delle reti in nazionale ― Serbia | Cronologia completa delle presenze e delle reti in nazionale ― Serbia | Cronologia completa delle presenze e delle reti in nazionale ― Serbia | Cronologia completa delle presenze e delle reti in nazionale ― Serbia | Cronologia completa delle presenze e delle reti in nazionale ― Serbia | Cronologia completa delle presenze e delle reti in nazionale ― Serbia |
| Data                                                                  | Città                                                                 | In casa                                                               | Risultato                                                             | Ospiti                                                                | Competizione                                                          | Reti                                                                  | Note                                                                  |
| --------------------------------------------------------------------- | --------------------------------------------------------------------- | --------------------------------------------------------------------- | --------------------------------------------------------------------- | --------------------------------------------------------------------- | --------------------------------------------------------------------- | --------------------------------------------------------------------- | --------------------------------------------------------------------- |
| 5-3-2014                                                              | Dublino                                                               | Irlanda                                                               | 1 – 2                                                                 | Serbia                                                                | Amichevole                                                            | -                                                                     | 89’                                                                   |
| 26-5-2014                                                             | Harrison                                                              | Giamaica                                                              | 1 – 2                                                                 | Serbia                                                                | Amichevole                                                            | -                                                                     |                                                                       |
| 1-6-2014                                                              | Bridgeview                                                            | Panama                                                                | 1 – 1                                                                 | Serbia                                                                | Amichevole                                                            | -                                                                     | 18’                                                                   |
| 6-6-2014                                                              | Sao Paolo                                                             | Brasile                                                               | 1 – 0                                                                 | Serbia                                                                | Amichevole                                                            | -                                                                     | 81’                                                                   |
| 7-9-2014                                                              | Belgrado                                                              | Serbia                                                                | 1 – 1                                                                 | Francia                                                               | Amichevole                                                            | -                                                                     | 60’                                                                   |
| 11-10-2014                                                            | Yerevan                                                               | Armenia                                                               | 1 – 1                                                                 | Serbia                                                                | Qual. Euro 2016                                                       | -                                                                     | 74’                                                                   |
| 14-10-2014                                                            | Belgrado                                                              | Serbia                                                                | 0 – 3                                                                 | Albania                                                               | Qual. Euro 2016                                                       | -                                                                     |                                                                       |
| 14-11-2014                                                            | Belgrado                                                              | Serbia                                                                | 1 – 3                                                                 | Danimarca                                                             | Qual. Euro 2016                                                       | -                                                                     | 66’                                                                   |
| 18-11-2014                                                            | La Canea                                                              | Grecia                                                                | 0 – 2                                                                 | Serbia                                                                | Amichevole                                                            | 1                                                                     | 82’                                                                   |
| 7-9-2015                                                              | Bordeaux                                                              | Francia                                                               | 2 – 1                                                                 | Serbia                                                                | Amichevole                                                            | -                                                                     | 56’                                                                   |
| 13-11-2015                                                            | Mladá Boleslav                                                        | Rep. Ceca                                                             | 4 – 1                                                                 | Serbia                                                                | Amichevole                                                            | -                                                                     | 69’                                                                   |
| 5-9-2016                                                              | Belgrado                                                              | Serbia                                                                | 2 – 2                                                                 | Irlanda                                                               | Qual. Mondiali 2018                                                   | -                                                                     |                                                                       |
| 6-10-2016                                                             | Chișinău                                                              | Moldavia                                                              | 0 – 3                                                                 | Serbia                                                                | Qual. Mondiali 2018                                                   | -                                                                     |                                                                       |
| 9-10-2016                                                             | Belgrado                                                              | Serbia                                                                | 3 – 2                                                                 | Austria                                                               | Qual. Mondiali 2018                                                   | -                                                                     | 78’                                                                   |
| 12-11-2016                                                            | Cardiff                                                               | Galles                                                                | 1 – 1                                                                 | Serbia                                                                | Qual. Mondiali 2018                                                   | -                                                                     | 88’                                                                   |
| 15-11-2016                                                            | Charkiv                                                               | Ucraina                                                               | 2 – 0                                                                 | Serbia                                                                | Amichevole                                                            | -                                                                     |                                                                       |
| 24-3-2017                                                             | Tbilisi                                                               | Georgia                                                               | 1 – 3                                                                 | Serbia                                                                | Qual. Mondiali 2018                                                   | -                                                                     | 71’                                                                   |
| 11-6-2017                                                             | Belgrado                                                              | Serbia                                                                | 1 – 1                                                                 | Galles                                                                | Qual. Mondiali 2018                                                   | -                                                                     | 63’                                                                   |
| 2-9-2017                                                              | Belgrado                                                              | Serbia                                                                | 3 – 0                                                                 | Moldavia                                                              | Qual. Mondiali 2018                                                   | -                                                                     |                                                                       |
| 5-9-2017                                                              | Dublino                                                               | Irlanda                                                               | 0 – 1                                                                 | Serbia                                                                | Qual. Mondiali 2018                                                   | -                                                                     | 81’                                                                   |
| 9-10-2017                                                             | Belgrado                                                              | Serbia                                                                | 1 – 0                                                                 | Georgia                                                               | Qual. Mondiali 2018                                                   | -                                                                     |                                                                       |
| 10-11-2017                                                            | Canton                                                                | Cina                                                                  | 0 – 2                                                                 | Serbia                                                                | Amichevole                                                            | -                                                                     |                                                                       |
| 10-10-2019                                                            | Kruševac                                                              | Serbia                                                                | 1 – 0                                                                 | Paraguay                                                              | Amichevole                                                            | -                                                                     | 66’                                                                   |
| 14-10-2019                                                            | Vilnius                                                               | Lituania                                                              | 1 – 2                                                                 | Serbia                                                                | Qual. Euro 2020                                                       | -                                                                     | 85’                                                                   |
| 17-11-2019                                                            | Belgrado                                                              | Serbia                                                                | 2 – 2                                                                 | Ucraina                                                               | Qual. Euro 2020                                                       | -                                                                     |                                                                       |
| 3-9-2020                                                              | Mosca                                                                 | Russia                                                                | 3 – 1                                                                 | Serbia                                                                | UEFA Nations League 2020-2021 - 1º turno                              | -                                                                     |                                                                       |
| 6-9-2020                                                              | Belgrado                                                              | Serbia                                                                | 0 – 0                                                                 | Turchia                                                               | UEFA Nations League 2020-2021 - 1º turno                              | -                                                                     |                                                                       |
| 8-10-2020                                                             | Oslo                                                                  | Norvegia                                                              | 1 – 2 dts                                                             | Serbia                                                                | Qual. Euro 2020                                                       | -                                                                     |                                                                       |
| 11-10-2020                                                            | Belgrado                                                              | Serbia                                                                | 0 – 1                                                                 | Ungheria                                                              | UEFA Nations League 2020-2021 - 1º turno                              | -                                                                     |                                                                       |
| 14-10-2020                                                            | Istanbul                                                              | Turchia                                                               | 2 – 2                                                                 | Serbia                                                                | UEFA Nations League 2020-2021 - 1º turno                              | -                                                                     | 75’                                                                   |
| 12-11-2020                                                            | Belgrado                                                              | Serbia                                                                | 1 – 1 dts (4 – 5 dtr)                                                 | Scozia                                                                | Qual. Euro 2020                                                       | -                                                                     | 49’                                                                   |
| 15-11-2020                                                            | Budapest                                                              | Ungheria                                                              | 1 – 1                                                                 | Serbia                                                                | UEFA Nations League 2020-2021 - 1º turno                              | -                                                                     |                                                                       |
| 18-11-2020                                                            | Belgrado                                                              | Serbia                                                                | 5 – 0                                                                 | Russia                                                                | UEFA Nations League 2020-2021 - 1º turno                              | -                                                                     | 90’                                                                   |
| 24-3-2021                                                             | Belgrado                                                              | Serbia                                                                | 3 – 2                                                                 | Irlanda                                                               | Qual. Mondiali 2022                                                   | -                                                                     | 77’                                                                   |
| 27-3-2021                                                             | Belgrado                                                              | Serbia                                                                | 2 – 2                                                                 | Portogallo                                                            | Qual. Mondiali 2022                                                   | -                                                                     |                                                                       |
| 30-3-2021                                                             | Baku                                                                  | Azerbaigian                                                           | 1 – 2                                                                 | Serbia                                                                | Qual. Mondiali 2022                                                   | -                                                                     | 76’                                                                   |
| 6-6-2021                                                              | Miki                                                                  | Serbia                                                                | 1 – 1                                                                 | Giamaica                                                              | Amichevole                                                            | -                                                                     |                                                                       |
| 11-6-2021                                                             | Kōbe                                                                  | Giappone                                                              | 1 – 0                                                                 | Serbia                                                                | Amichevole                                                            | -                                                                     |                                                                       |
| 1-9-2021                                                              | Debrecen                                                              | Qatar                                                                 | 0 – 4                                                                 | Serbia                                                                | Amichevole                                                            | -                                                                     |                                                                       |
| 4-9-2021                                                              | Belgrado                                                              | Serbia                                                                | 4 – 1                                                                 | Lussemburgo                                                           | Qual. Mondiali 2022                                                   | -                                                                     |                                                                       |
| 7-9-2021                                                              | Dublino                                                               | Irlanda                                                               | 1 – 1                                                                 | Serbia                                                                | Qual. Mondiali 2022                                                   | -                                                                     |                                                                       |
| 9-10-2021                                                             | Lussemburgo                                                           | Lussemburgo                                                           | 0 – 1                                                                 | Serbia                                                                | Qual. Mondiali 2022                                                   | -                                                                     | 70’                                                                   |
| 11-11-2021                                                            | Belgrado                                                              | Serbia                                                                | 4 – 0                                                                 | Qatar                                                                 | Amichevole                                                            | -                                                                     | 62’                                                                   |
| 14-11-2021                                                            | Lisbona                                                               | Portogallo                                                            | 1 – 2                                                                 | Serbia                                                                | Qual. Mondiali 2022                                                   | -                                                                     | 13’ 46’                                                               |
| 24-3-2022                                                             | Budapest                                                              | Ungheria                                                              | 0 – 1                                                                 | Serbia                                                                | Amichevole                                                            | -                                                                     |                                                                       |
| 29-3-2022                                                             | Copenaghen                                                            | Danimarca                                                             | 3 – 0                                                                 | Serbia                                                                | Amichevole                                                            | -                                                                     |                                                                       |
| 2-6-2022                                                              | Belgrado                                                              | Serbia                                                                | 0 – 1                                                                 | Norvegia                                                              | UEFA Nations League 2022-2023 - 1º turno                              | -                                                                     | 46’                                                                   |
| 9-6-2022                                                              | Solna                                                                 | Svezia                                                                | 0 – 1                                                                 | Serbia                                                                | UEFA Nations League 2022-2023 - 1º turno                              | -                                                                     | 28’                                                                   |
| 18-11-2022                                                            | Riffa                                                                 | Bahrein                                                               | 1 – 5                                                                 | Serbia                                                                | Amichevole                                                            | -                                                                     |                                                                       |
| 24-11-2022                                                            | Lusail                                                                | Brasile                                                               | 2 – 0                                                                 | Serbia                                                                | Mondiali 2022 - 1º turno                                              | -                                                                     | 49’ 57’                                                               |
| 2-12-2022                                                             | Doha                                                                  | Serbia                                                                | 2 – 3                                                                 | Svizzera                                                              | Mondiali 2022 - 1º turno                                              | -                                                                     | 55’ 81’                                                               |
| 24-3-2023                                                             | Belgrado                                                              | Serbia                                                                | 2 – 0                                                                 | Lituania                                                              | Qual. Euro 2024                                                       | -                                                                     |                                                                       |
| 27-3-2023                                                             | Podgorica                                                             | Montenegro                                                            | 0 – 2                                                                 | Serbia                                                                | Qual. Euro 2024                                                       | -                                                                     |                                                                       |
| 20-6-2023                                                             | Razgrad                                                               | Bulgaria                                                              | 1 – 1                                                                 | Serbia                                                                | Qual. Euro 2024                                                       | -                                                                     |                                                                       |
| 7-9-2023                                                              | Belgrado                                                              | Serbia                                                                | 1 – 2                                                                 | Ungheria                                                              | Qual. Euro 2024                                                       | -                                                                     |                                                                       |
| 10-9-2023                                                             | Kaunas                                                                | Lituania                                                              | 1 – 3                                                                 | Serbia                                                                | Qual. Euro 2024                                                       | -                                                                     |                                                                       |
| 14-10-2023                                                            | Budapest                                                              | Ungheria                                                              | 2 – 1                                                                 | Serbia                                                                | Qual. Euro 2024                                                       | -                                                                     |                                                                       |
| 17-10-2023                                                            | Belgrado                                                              | Serbia                                                                | 3 – 1                                                                 | Montenegro                                                            | Qual. Euro 2024                                                       | -                                                                     | 49’ 68’                                                               |
| 15-11-2023                                                            | Lovanio                                                               | Belgio                                                                | 1 – 0                                                                 | Serbia                                                                | Amichevole                                                            | -                                                                     | cap.                                                                  |
| 19-11-2023                                                            | Leskovac                                                              | Serbia                                                                | 2 – 2                                                                 | Bulgaria                                                              | Qual. Euro 2024                                                       | -                                                                     |                                                                       |
| 4-6-2024                                                              | Vienna                                                                | Austria                                                               | 2 – 1                                                                 | Serbia                                                                | Amichevole                                                            | -                                                                     | 64’                                                                   |
| 8-6-2024                                                              | Solna                                                                 | Svezia                                                                | 0 – 3                                                                 | Serbia                                                                | Amichevole                                                            | -                                                                     | 46’                                                                   |
| 16-6-2024                                                             | Gelsenkirchen                                                         | Serbia                                                                | 0 – 1                                                                 | Inghilterra                                                           | Euro 2024 - 1º turno                                                  | -                                                                     | 39’ 46’                                                               |
| 25-6-2024                                                             | Monaco di Baviera                                                     | Danimarca                                                             | 0 – 0                                                                 | Serbia                                                                | Euro 2024 - 1º turno                                                  | -                                                                     | 46’                                                                   |
| 15-11-2024                                                            | Zurigo                                                                | Svizzera                                                              | 1 – 1                                                                 | Serbia                                                                | UEFA Nations League 2024-2025 - 1º turno                              | -                                                                     |                                                                       |
| 18-11-2024                                                            | Leskovac                                                              | Serbia                                                                | 0 – 0                                                                 | Danimarca                                                             | UEFA Nations League 2024-2025 - 1º turno                              | -                                                                     | 72’                                                                   |
| 20-3-2025                                                             | Vienna                                                                | Austria                                                               | 1 – 1                                                                 | Serbia                                                                | UEFA Nations League 2024-2025 - Play-off                              | -                                                                     | 68’                                                                   |
| 23-3-2025                                                             | Belgrado                                                              | Serbia                                                                | 2 – 0                                                                 | Austria                                                               | UEFA Nations League 2024-2025 - Play-off                              | -                                                                     | 46’                                                                   |
| 7-6-2025                                                              | Tirana                                                                | Albania                                                               | 0 – 0                                                                 | Serbia                                                                | Qual. Mondiali 2026                                                   | -                                                                     | 87’                                                                   |
| 10-6-2025                                                             | Leskovac                                                              | Serbia                                                                | 3 – 0                                                                 | Andorra                                                               | Qual. Mondiali 2026                                                   | -                                                                     | 61’                                                                   |
| Totale                                                                |                                                                       | Presenze                                                              | 70                                                                    |                                                                       | Reti                                                                  | 1                                                                     |                                                                       |

## Palmarès

### Club

#### Competizioni nazionali
- Supercoppa di Cina: 1

Guangzhou Evergrande: 2018
- Coppa di Lega portoghese: 1

Sporting CP: 2018-2019
- Coppa del Portogallo: 1

Sporting Lisbona: 2018-2019

#### Competizioni internazionali
- UEFA Europa League: 2

Siviglia: 2019-2020, 2022-2023